# Шах-султан (дочь Баязида II)
Шах-султа́н (тур. Şah Sultan; осман. شاہ سلطان‎) — дочь османского султана Баязида II.

## Биография
Шах-султан была дочерью османского султана Баязида II, но точный год рождения и имя её матери неизвестно. 
В 1490 году Шах-султан вышла замуж за Насуха-бея, в то время санджак-бея Александрии. Историки упоминают по крайней мере об одной дочери – Исмихан Ханым-султан. В последующие годы Насух-бей служил на должностях санджак-бея Ташели, Шкодера и Силистры. 
Шах-султан владела четырьмя деревнями в окрестностях Димиотики, который получила в дар от отца в 1492 году. В 1506 году Шах-султан учредила вакф, построила малую мечеть (месджид) и начальную школу. 
Дата её смерти неизвестна, вероятно умерла до 1554 года. Шах-султан была похоронена в Бурсе в тюрбе рядом с сестрой Хатидже-султан.